# Dolmen von Centeilles

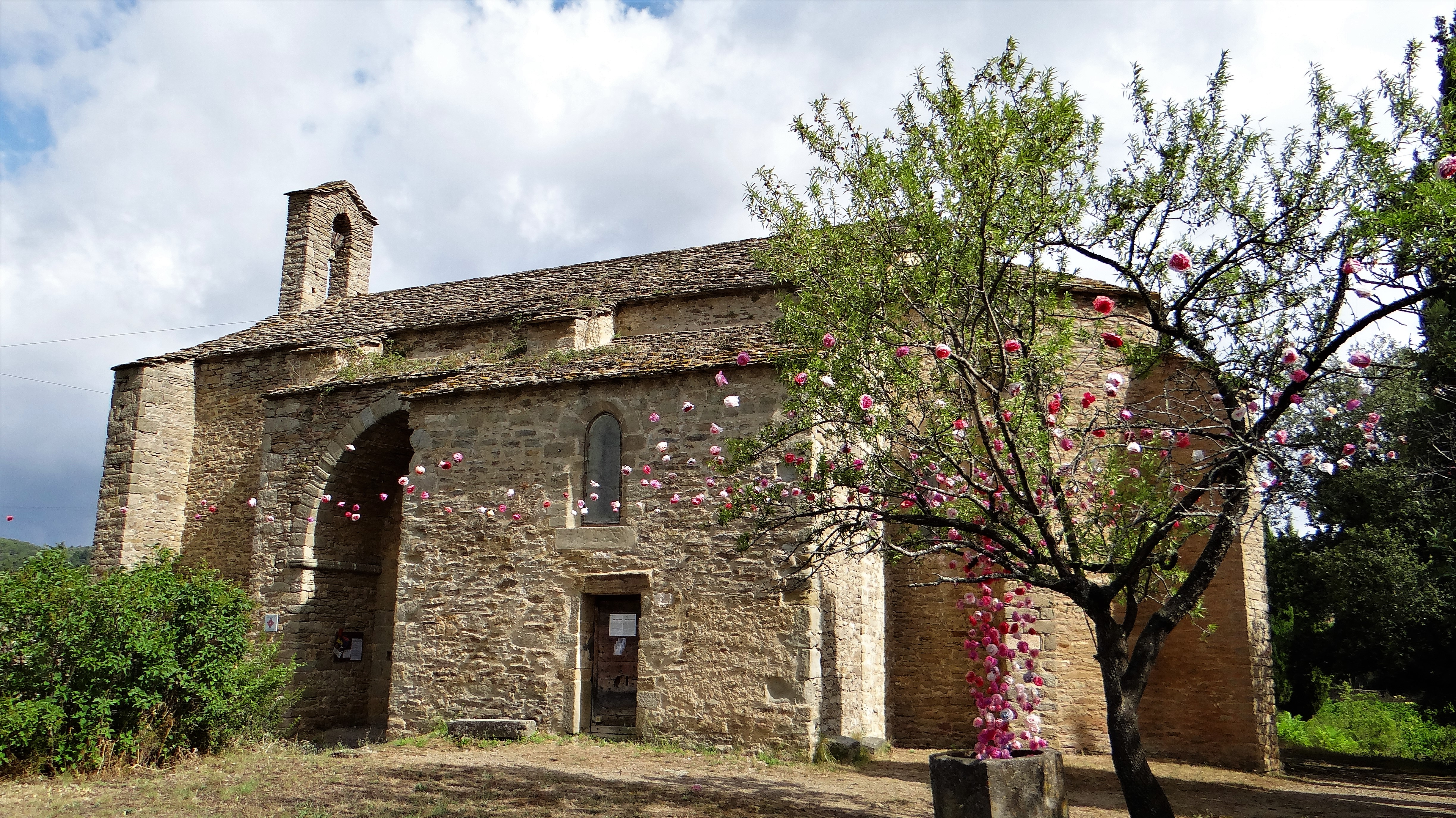
Notre-Dame de Centeilles

Die Reste des nord-südlich orientierten Dolmen von Centeilles liegen nur wenige Meter südlich der Kapelle Notre-Dame de Centeilles auf einem prächristlichen Standort, etwa drei Kilometer nördlich und oberhalb des Runddorfes Siran, bei Carcassonne im Département Hérault in Frankreich. Dolmen ist in Frankreich der Oberbegriff für neolithische Megalithanlagen aller Art (siehe: Französische Nomenklatur).
Erhalten sind zwei große seitliche Tragsteine. Der rechte Stein ist etwa 2,5 m lang und 2,0 m hoch. Der linke ist etwa 3,0 m lang und einen Meter hoch. Sie sind beide 30 cm dick. Das Trockenmauerwerk ähnelt dem des Dolmen Lo Morrel dos Fados – dem mit 25 m längsten Galeriegrabes Südfrankreichs, etwa 10 km von hier. 
Die Umgebung der Chapelle de Centeilles weist eine Fülle von Strukturen und Merkmalen auf: Abris, Brunnen und Quellen, 11 Dolmen, ein Menhir und eine Kirchenruine.